# Peugeot (велосипеды)

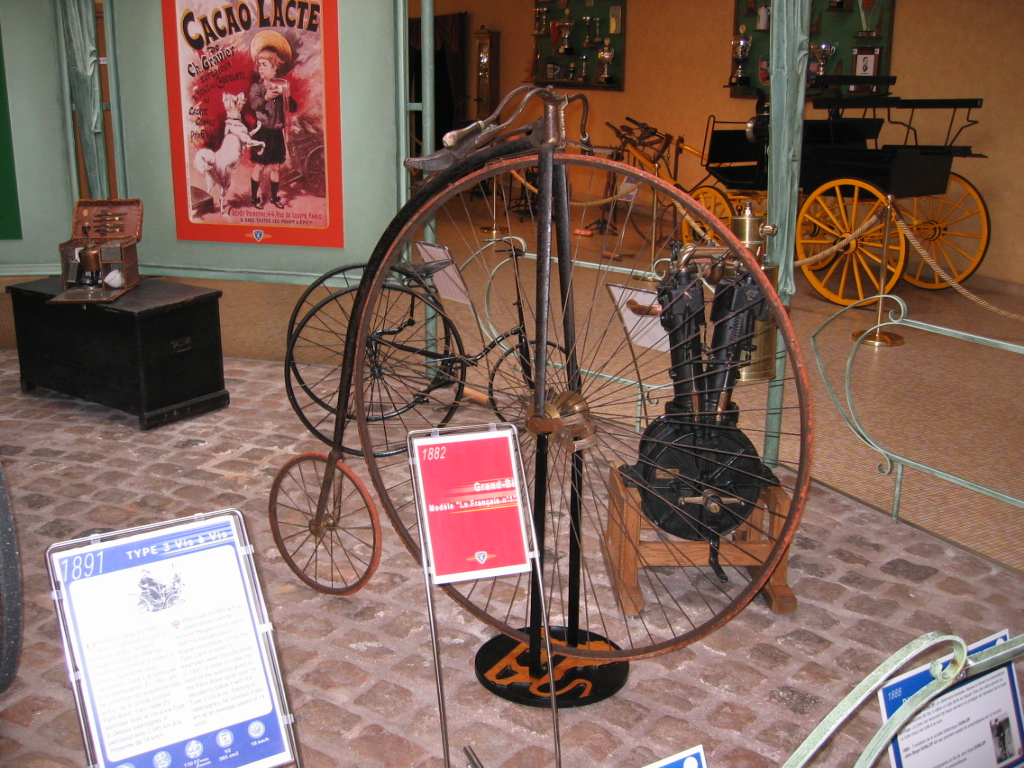
Гран-Би Peugeot «Le Français № 1», 1882 г.

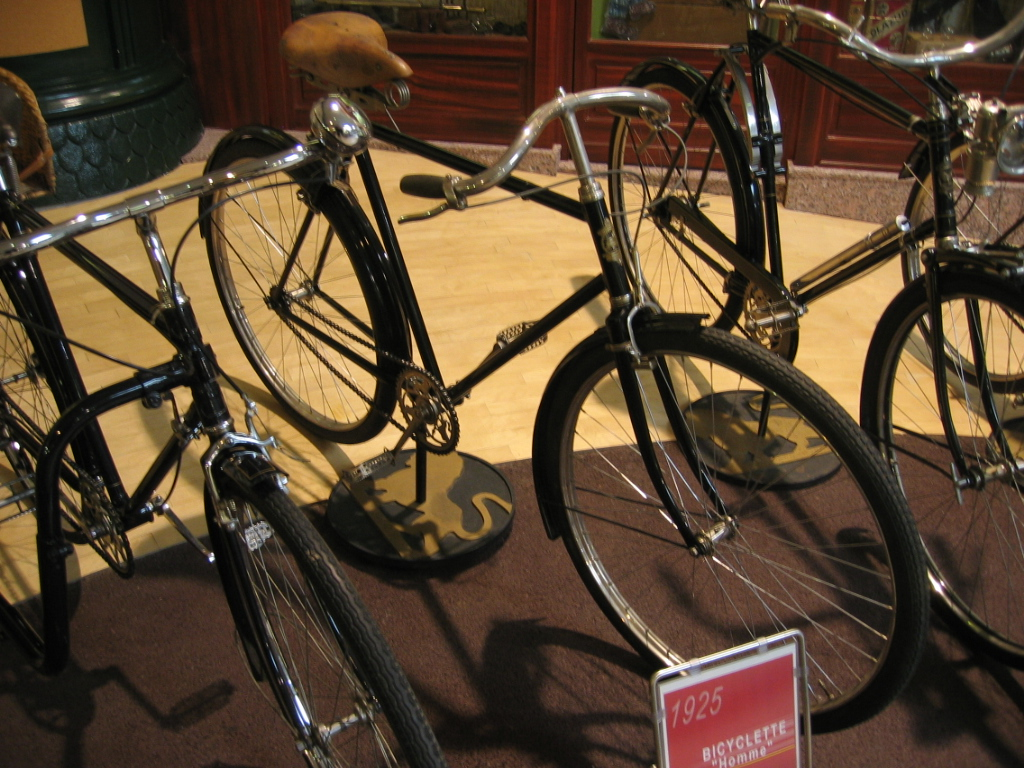
Бисиклеты Peugeot, 1925 г.

Peugeot Cycles — один из основных французских производителей велосипедов. Входит в группу Cycleurope, контролируемую шведским холдингом Grimaldi Industri.

## История
В 1882 году Арман Пежо под влиянием моды, пришедшей с другой стороны Ла-Манша, запускает серийный выпуск велосипеда гран-би «Le Français» (Grand-Bi «Le Français») и открывает цех на 300 рабочих мест в Монбельяре. Предприятие оказалось успешным, что подтолкнуло Пежо к производству трициклов, а затем, в 1885 году, — к производству двухколесных велосипедов с одинаковыми колесами и цепной передачей, получивших название бисиклетов. В 1886 году Пежо открыл новый завод в Мандёре (департамент Ду), который стал основной производственной площадкой для выпуска велосипедов вплоть до 1970-х годов. В 1889 году велосипеды марки Пежо были представлены на Всемирной выставке. В 1897 году было выпущено 16 000 штук, а в 1900 году — 20 000 штук.
В 1926 году была создана компания Societe des Cycles Peugeot, отдельная от автопроизводителя Peugeot. Начиная с 1930 года, компания Peugeot сотрудничала с сент-этьенской компанией Automoto, которая, в свою очередь, работала совместно с дижонской Terrot. Peugeot поглотила их в 1962 и 1959 годах соответственно.
Став с 1895 года производителем приводных передаточных цепей, компания Peugeot совместно с двумя другими фирмами создаёт в 1946 году компанию Sedis, которая станет на определённом этапе крупнейшим производителем велосипедных цепей в мире. В 1965 году была создана холдинговая компания Peugeot S.A., объединившая производство автомобилей и велосипедов, а также другие активы семьи Пежо. В 1974 году был куплен велосипедный завод в Ромийи-сюр-Сен, ставший второй крупнейшей производственной площадкой компании. Из-за нефтяного кризиса 1970-е годы стали периодом наибольшего расцвета французских производителей велосипедов, включая Peugeot, а также таких конкурентов, как Motobécane, Gitane, Mercier; наиболее популярной моделью была Peugeot PX-10. В 1976 году был создан официальный дистрибьютор в США Cycles Peugeot (USA) Inc., но в 1990 году экспорт велосипедов в США был прекращён. В 1983 году началось производство велосипедных рам из углеволокна. В 1984 году компания начала выпускать горные велосипеды.
В 1992 году, для противостояния конкуренции со стороны азиатских компаний, испанский производитель велосипедов Beistegui Hermanos (BH) приобрёл лицензию на производство велосипедов под маркой Peugeot в Европе, а также начал переговоры с компанией Gitane о создании группы Cycleurope. В 1996 году BH продала Cycleurope шведскому холдингу Grimaldi Industri; в том же году в состав Cycleurope вошли Peugeot, а также такие велосипедные бренды как Bianchi, Puch, Crescent, Monark, Kildemoes.
В 2004 году лицензия, выданная группе Cycleurope, не была продлена. Компания Peugeot взяла под свой контроль производство и дистрибуцию велосипедов Peugeot через свою сеть автомобильных дилеров, хотя производственный процесс как таковой по-прежнему обеспечивался Cycleurope в качестве OEM.
В 2009 году первый электропед Peugeot использовался в службе проката велосипедов Mu by Peugeo. В 2010 году впервые на Парижском автосалоне был представлен концепт велосипеда, разработанный дизайнерами Peugeot. В 2011 году Peugeot обнародовала планы по реструктуризации и перезапуску бренда Cycles Peugeot в партнёрстве с Cycleurope. В том же году, впервые в истории Peugeot Cycles, серийная гамма велосипедов разработана в сотрудничестве с ADN, автомобильным дизайнерским подразделением Peugeot. В том же году Peugeot становится первым французским брендом, наладившим серийное производство горных велосипедов с колёсами диаметром 29 дюймов.